# Attila Janisch
Attila Janisch (ur. 31 marca 1957 w Kecskemécie) – węgierski reżyser i scenarzysta, specjalizujący się w filmach fabularnych i dokumentalnych. Laureat nagrody im. Béli Balázsa.

## Życiorys
Attila Janisch urodził się 31 marca 1957 roku w Kecskemét. Tam też ukończył gimnazjum im. Józsefa Katony i zdał maturę, po czym w 1984 roku obronił dyplom w Wyższej Szkole Sztuki Filmowej i Teatralnej w Budapeszcie, będąc podopiecznym Zoltána Fábriego. Już w trakcie studiów odnalazł charakterystyczny dla siebie styl, w którym utrzymane są jego późniejsze filmy (Zizi, Drugi brzeg). Są to zazwyczaj filozoficzne opowieści o życiu, przy czym Janisch często używa środków wyrazu typowych dla gatunku thrillera. Sam reżyser mówi o sobie, że w młodym wieku był pod ogromnym wrażeniem twórczości Alfreda Hitchcocka, Ingmara Bergmana i Luisa Buñuela. Artysta preferuje swobodny, nieszablonowy sposób kręcenia filmów we współpracy z całą ekipą. Typową dla Janischa manierą jest balansowanie na granicy snu i jawy, trylogia filmowa (Cień na śniegu, Długi zmierzch, Innego dnia) ma bardzo charakterystyczny układ czasowy. W pierwszej części historia jest opowiedziana niechronologicznie, w pozostałych dwóch natomiast świat rzeczywisty i świat snu przenikają się nawzajem. Jego filmy oddziałują na uczucia widza w sposób silny i skomplikowany. Nigdy nie zleca komponowania muzyki do filmu, raczej używa utworów już istniejących.

## Filmografia
- Árnyékban. W cieniu. 1982
- Róbert és Róbert. Robert i Robert. 1982
- Zizi. 1983
- A másik part. Drugi brzeg. 1984
- Lélegzetvisszafojtva. Wstrzymując oddech. 1985
- Árnyék a havon. Cień na śniegu. 1991
- Hosszú alkony. Długi zmierzch. 1997
- Lábbal festett világ. Świat malowany stopą. 1998
- Yvette Bozsik. 2003
- Másnap. Kiedy indziej. 2004